# Jakub Szymański (siatkarz)
Jakub Szymański (ur. 25 marca 1998 w Wagańcu) – polski siatkarz, grający na pozycji przyjmującego.
Uczęszczał do Gimnazjum im. Ignacego Paderewskiego w Zbrachlinie.
W połowie kwietnia 2022 został powołany do reprezentacji Polski.

## Przebieg kariery
| Kariera juniorska |                                       |                                    |
| Sezon             | W trakcie sezonu                      | Klub                               |
| 2014/2015         |                                       | SMS PZPS Spała/MOS Wola Warszawa   |
| 2015/2016         |                                       | SMS PZPS Spała/MOS Wola Warszawa   |
| 2016/2017         |                                       | SMS PZPS Spała/MOS Wola Warszawa   |
| Kariera seniorska |                                       |                                    |
| Sezon             | W trakcie sezonu                      | Klub                               |
| 2017/2018         |                                       | Buskowianka Kielce                 |
| 2018/2019         |                                       | Buskowianka Kielce                 |
| 2019/2020         | GKS Katowice                          |                                    |
| 2020/2021         | GKS Katowice                          |                                    |
| '2021/2022        | GKS Katowice                          |                                    |
| '2022/2023        | GKS Katowice                          |                                    |
| 2023              | Al Ain (Zjednoczone Emiraty Arabskie) |                                    |
| 2023/2024         | do 15.11.2023                         | GKS Katowice                       |
| 2023/2024         | od 17.11.2023                         | Grupa Azoty ZAKSA Kędzierzyn-Koźle |
| 2024/2025         |                                       | Grupa Azoty ZAKSA Kędzierzyn-Koźle |

## Sukcesy klubowe
Mistrzostwa Polski Kadetów:
- 2015

Mistrzostwa Polski Juniorów:
- 2016

I liga:
- 2016

## Sukcesy reprezentacyjne
Olimpijski festiwal młodzieży Europy:
- 2015[5]

Mistrzostwa Świata Kadetów:
- 2015[6]

Liga Narodów:
- 2023[7]